# 埃爾溫 (伊利諾伊州)
埃爾溫（英語：Elwin）是位於美國伊利諾伊州梅肯縣的一個非建制地區。該地的面積和人口皆未知。

## 地理
埃爾溫的座標為39°51′06″N 88°56′39″W / 39.85167°N 88.94417°W，而該地的平均海拔高度為217米（即712英尺）。